# Kyrksilver

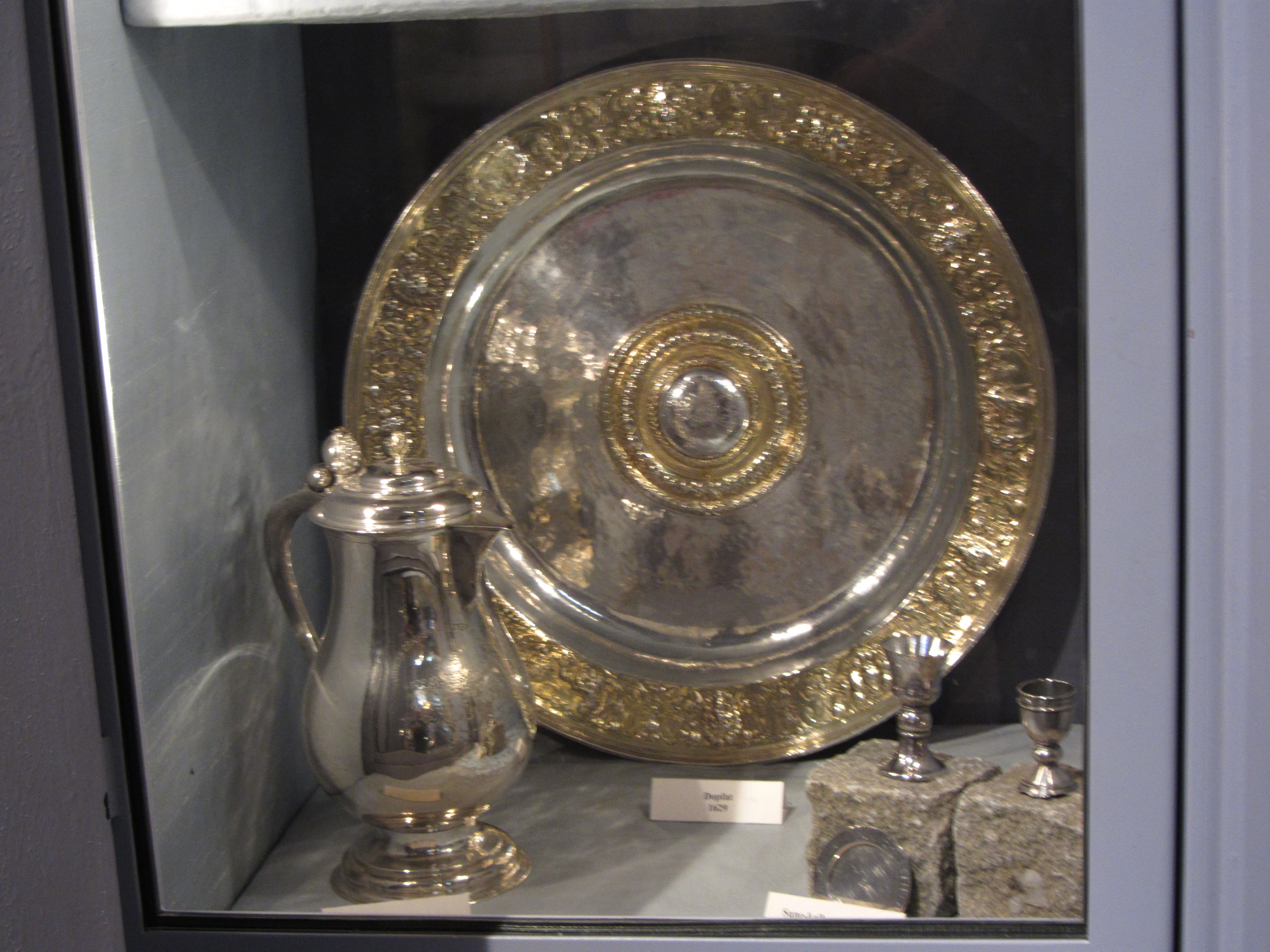
Kyrksilver i Skara domkyrka.

Kyrksilver är samlingsbegrepp för alla de inventarier som är tillverkade i silver. Nattvardskalken är sannolikt den vanligaste silverdel som förekommer. Därtill förekommer till exempel paten (oblatfat), oblatask, vaser för altarblommorna och silverljusstakar.
Samlingsnamnet är sannolikt ett resultat av det faktum att delarna förvarades inlåsta mellan gudstjänsterna och ofta förknippat med rigorösa procedurer vid framtagning och nerplockning. Det förekom tidigare att nyckeln i själva verket var två, lbland tre nycklar, vilka förvarades hos de mest betrodda kyrkvärdarna  och hos kyrkoherden.
Kyrksilver har länge varit eftertraktat bland för inbrottstjuvar. Enligt en rapport från Brottsförebyggande rådet i januari 2006 begås de flesta kyrksilverstölderna i Norden i Sverige, och inbrotten är minst lika vanliga dagtid som nattetid.
Lasse-Majas öden och äventyr kretsar inte sällan kring just stöld av kyrksilver. 1812 dömdes han till livstids fängelse för att ha stulit kyrksilvret i Järfälla kyrka.